# Naizema patagonica
Naizema patagonica là một loài côn trùng trong họ Berothidae thuộc bộ Neuroptera. Loài này được Navás miêu tả năm 1919.